# Phos senticosus
Espèce
Phos senticosus est une espèce de mollusques gastéropodes appartenant à la famille des Nassariidae.
- Répartition : région Indo-Pacifique.
- Longueur : 4 cm.

## Source
- Arianna Fulvo et Roberto Nistri (2005). 350 coquillages du monde entier. Delachaux et Niestlé (Paris) : 256 p.  (ISBN 2-603-01374-2)